# 18ª Divisione fanteria "Messina"
La 18ª Divisione fanteria "Messina" fu una divisione del Regio Esercito durante la seconda guerra mondiale, nel corso della quale fu impiegata sul Fronte jugoslavo.

## Storia

### Costituzione
La divisione continuava le tradizioni della Brigata "Messina", costituita il 7 giugno 1883 con il 93º Reggimento fanteria "Messina" di stanza nella Caserma Villarey di Ancona e con il 94º Reggimento fanteria "Messina" di Lecce. In applicazione del nuovo ordinamento del 1926, che prevedeva per le brigate di fanteria un'organizzazione basa su tre reggimenti, alla "Messina", nel frattempo ridenominata XVIII Brigata di fanteria, fu aggregato anche il 157º Reggimento fanteria "Leoni di Liguria". La brigata e il 2º Reggimento di artiglieria da campagna andarono a formare la "Divisione militare territoriale di Ancona (18ª)", che nel 1934 divenne una grande unità operativa con la denominazione di "Divisione di fanteria del Metauro (18ª)"; l'appellativo "Metauro" fu esteso anche alla brigata, ora basata sul 93º e 157º Reggimento fanteria.
Durante il periodo della guerra d'Etiopia, dall'ottobre 1935 e fino al novembre seguente la Divisione "Metauro" fu mobilitata e schierata nella Libia italiana come misura di precauzione contro eventuali attacchi anglo-francesi; durante questo periodo fu costituita una "Divisione di fanteria Metauro II (118ª)" a cui furono assegnati il 94º Reggimento fanteria (lasciato in patria) e 62º Reggimento fanteria (ceduto dalla Divisione "Po") inquadrati in una nuova Brigata fanteria "Metauro II", ma con il rientro in patria della "Metauro" questa seconda unità venne sciolta.
Il 24 maggio 1939, a seguito del programma di trasformazione degli organici del Regio Esercito, la Brigata "Metauro" fu sciolta e al suo posto fu costituita la 18ª Divisione fanteria "Messina", con alle sue dipendenze due reggimenti di fanteria (il 93º e il 94º Reggimento della vecchia Brigata "Messina") e uno di artiglieria da campagna (il 2º Reggimento) secondo l'ordinamento "binario" tipico delle divisioni di fanteria italiane dell'epoca.

### La seconda guerra mondiale
Il 10 giugno 1940, giorno dell'entrata dell'Italia nella seconda guerra mondiale, la Divisione "Messina" era dislocata nella zona compresa tra Ancona, Fabriano e Fossombrone, dove rimane fino alla fine dell'anno. Il 3 aprile 1941, inquadrata nel XVII Corpo d'armata, la divisione fu inviata in Albania in preparazione dell'attacco dell'Asse al Regno di Jugoslavia, che prese il via il 6 aprile seguente: schierata nella zona a nord di Scutari in posizione difensiva, tra il 12 e il 13 aprile la "Messina" respinse alcuni attacchi jugoslavi lungo il settore tra Tarabosh e Kiri-Drin, per poi passare all'offensiva varcando la frontiera e penetrando in Montenegro; conquistata Antivari il 16 aprile, la divisione occupò quindi Cettigne e Cattaro il 17 aprile successivo, giorno della capitolazione della Jugoslavia alle forze dell'Asse.
Il 25 aprile 1941 la "Messina" fu dislocata nella zona di Podgorica e designata come forza d'occupazione italiana per il Montenegro, con vari presidi disseminati anche a Cettigne, Cattaro, Danilovgrad e Berane; la divisione si ritrovò ben presto a fronteggiare l'esteso movimento di Resistenza jugoslava, conducendo numerosi rastrellamenti e aspri scontri con i partigiani nelle zone di Viparzar, Rijeka Crnojevića, Cekanie, Šavnik e Cattaro. Dopo aver continuato con i suoi compiti di occupazione nel Montenegro anche per la prima metà del 1942, nell'agosto di quell'anno la "Messina" fu assegnata in forza al VI Corpo d'armata e spostata in Croazia nella zona di Metković, continuando anche in questa nuova sede le operazioni contro i partigiani jugoslavi.
All'8 settembre 1943, giorno dell'annuncio dell'avvenuto armistizio tra l'Italia e gli Alleati, la "Messina" era concentrata principalmente nella zona della foce del fiume Narenta: una parte delle sue forze (il 93º Reggimento fanteria e la 108ª Legione Camicie nere) riuscì a evacuare via mare fino in Puglia attraverso l'Adriatico, mentre il resto della divisione dovette capitolare nelle mani dei tedeschi. La "Messina" fu quindi ufficialmente sciolta il 13 settembre 1943.
Otto appartenenti alla Divisione "Messina" figurarono nell'elenco CROWCASS ("Central Registry of War Criminals and Security Suspects"), compilato dagli Alleati anglo-statunitensi nel 1947, come persone ricercate dalla Jugoslavia per crimini di guerra.

## Ordine di battaglia: 1940-1943
- Comando della fanteria divisionale
- 93º Reggimento fanteria "Messina"
- 94º Reggimento fanteria "Messina"
- 108ª Legione CC.NN. "Benito Mogioni" (dal 1942)
  - CII Battaglione CC.NN. "Cacciatori del Tevere"
- 2º Reggimento artiglieria "Metauro"
- XVIII Battaglione mortai da 81
- 118ª Compagnia cannoni controcarro da 47/32
- 18ª Compagnia mista telegrafisti/marconisti
- 20ª Compagnia minatori
- 48ª Compagnia genio
- 49ª Sezione sanità
- 23ª Sezione sussistenza
- 190ª Autosezione pesante
- 44ª Sezione panettieri
- 52ª Sezione CC.RR.
- 53ª Sezione CC.RR.

## Comandanti
- Generale di divisione Remo Gambelli (1939)
- Generale di divisione Francesco Zani (1º settembre 1939 - 22 aprile 1941)
- Generale di brigata Carlo Tucci (23 aprile 1941 - 30 settembre 1942)
- Generale di brigata Attilio Amato (ad interim)
- Generale di divisione Guglielmo Spicacci (1º ottobre 1942 - 13 settembre 1943)